# Raffaele Tiscar
Raffaele Tiscar (Bari, 4 giugno 1956 – Albese con Cassano, 18 ottobre 2021) è stato un politico e funzionario italiano, deputato dal 1992 al 1994 e vice segretario generale della Presidenza del Consiglio dei ministri dal 2014.

## Biografia
Nato a Bari il 4 giugno 1956, è cresciuto fra Siena e Grosseto e si è laureato in scienze politiche all'Università degli Studi di Firenze.
Membro della Democrazia Cristiana, è stato consigliere comunale di Firenze dal 1985 al 1990 e successivamente assessore alla Casa. È membro di Comunione e Liberazione.
Alle elezioni politiche del 1992 è candidato alla Camera dei deputati per la Democrazia Cristiana nella circoscrizione di Firenze-Pistoia: ottiene 10 418 preferenze e viene eletto.
Ritiratosi dalla politica, ha lavorato nel settore dell'acqua e dei servizi: dal 1997 al 2001 è stato dirigente della Lyonnaise des eaux (gruppo Suez) e dal 2001 al 2003 della Thames Water (gruppo RWE), mentre dal 2005 al 2010 è stato direttore del Dipartimento Reti e servizi di pubblica utilità della Regione Lombardia.
Dal maggio 2014, con il Governo Renzi è stato vice segretario generale della Presidenza del Consiglio dei ministri, presso cui si occupava di difesa, trasporti, energia e telecomunicazioni.
Muore la sera del 18 ottobre 2021, all'età di 65 anni, a causa di un incidente stradale.